# Candida Doyle
Candida Mary Doyle (Belfast, Irlanda del Norte, 25 de agosto de 1963) es la tecladista, y ocasionalmente corista, de la banda británica Pulp, a la cual se unió en 1984. Se unió a Pulp a través de su hermano Magnus Doyle que era el baterista de la banda en esos años, para reemplazar al tecladista anterior, Tim Allcard, quien había dejado la banda.
Doyle tomó lecciones de piano desde la edad de 8 años, pero no practicó a pesar de encontrar la experiencia divertida.
En vivo con la banda Doyle ha utilizado sintetizadores Farfisa Roland y Profesional Compactos XP-10 así como samplers Akai S3000.
Desde que Pulp se separó en 2002, Doyle ocasionalmente ha aparecido en vivo con Jarvis Cocker, interpretando los teclados. En el 2011, durante el reencuentro de Pulp, Doyle actuó con el resto de la banda en el Festival de la Isla de Wight el 11 de junio del mismo año.